# Saint-Rémy-de-Blot
Saint-Rémy-de-Blot är en kommun i departementet Puy-de-Dôme i regionen Auvergne-Rhône-Alpes i centrala Frankrike. Kommunen ligger i kantonen Menat som tillhör arrondissementet Riom. År 2022 hade Saint-Rémy-de-Blot 247 invånare.

## Befolkningsutveckling
Antalet invånare i kommunen Saint-Rémy-de-Blot
| Referens: INSEE |